# Aérodrome de Kolokope
 (mars 2020).
L'aérodrome de Kolokope est un aéroport desservant Anié, situé dans la région des Plateaux au Togo.